# André Dufraisse
André Dufraisse (ur. 30 czerwca 1926 w Razès, zm. 21 lutego 2021 tamże) – francuski kolarz przełajowy i szosowy, wielokrotny medalista przełajowych mistrzostw świata.

## Kariera
Pierwszy sukces w karierze osiągnął w 1951 roku, kiedy zdobył srebrny medal w kategorii elite podczas przełajowych mistrzostw świata w Luksemburgu. W zawodach tych wyprzedził go jedynie jego rodak Roger Rondeaux, a trzecie miejsce zajął kolejny reprezentant Francji, Pierre Jodet. Wynik ten Dufraisse powtórzył na rozgrywanych rok później mistrzostwach świata w Genewie, a na mistrzostwach świata w Oñati w 1953 roku był trzeci. W swoim czwartym występie na tej imprezie, podczas mistrzostw świata w Crennie Francuz po raz pierwszy zwyciężył. Wygrywał także na MŚ w Saarbrücken (1955), MŚ w Luksemburgu (1956), MŚ w Edelare (1957) i MŚ w Limoges (1958), zostając tym samym pierwszym kolarzem przełajowym w historii, który zdobywał mistrzostwo świata pięć razy z rzędu. Kilkanaście lat później jego rekord poprawił Belg Eric De Vlaeminck, który zwyciężył sześć razy z rzędu. Ponadto Dufraisse zdobył jeszcze trzy brązowe medale: na MŚ w Hanowerze (1961), MŚ w Esch-sur-Alzette (1962) i MŚ w Calais (1963). Wielokrotnie zdobywał medale przełajowych mistrzostw kraju, w tym siedem złotych. Startował także na szosie, jednak bez większych sukcesów. Nigdy nie zdobył medalu na szosowych mistrzostwach świata. Nigdy też nie wystąpił na igrzyskach olimpijskich. W 1964 roku zakończył karierę.